# Haplodontèrids
Els haplodontèrids (Haplodontheriidae) són una família extinta de mamífers notoungulats que visqueren a Sud-amèrica des del Miocè superior fins al Plistocè superior, fa entre 11.700 anys i 9 milions d'anys. Se n'han trobat restes fòssils a l'Argentina i el Brasil. Eren animals terrestres i herbívors. Eren grossos o fins i tot enormes. N'hi havia espècies dotades d'una protuberància òssia al front que ha estat interpretada com a part d'una banya. Hi ha autors que els classifiquen com la subfamília dels haplodonterins (Haplodontheriinae), dins de la família dels toxodòntids.